# Horst Pracejus
Horst Pracejus (* 3. September 1927 in Arnswalde, Neumark; † 30. Juli 1987 in Rostock) war ein deutscher Chemiker (Organische Chemie). Er war Professor und Leiter des Katalyse-Forschungsinstituts in Rostock, einer Zweigstelle des Zentralinstituts für Organische Chemie der Akademie der Wissenschaften der DDR (heute Leibniz-Institut für Katalyse). Er ist für stereoselektive Katalyse bekannt.
Pracejus arbeitete seit den 1950er Jahren auf dem Gebiet asymmetrischer Katalyse. Die Forschungen gingen unter anderem in die Produktion von Isicom (1986) ein, einem Anti-Parkinson-Mittel aus der DDR (basierend auf L-dopa), produziert bei VEB Isis-Chemie in Zwickau. Für seine industrielle Anwendung enantiosektiv katalysierter Hydrierung zur Produktion von L-Dopa im US-amerikanischen Chemiekonzern Monsanto erhielt William S. Knowles 2001 den Nobelpreis für Chemie.
Ihm zu Ehren wird von der Gesellschaft Deutscher Chemiker (GDCh) der Horst-Pracejus-Preis vergeben für besondere Leistungen in der stereoselektiven Katalyse. Er war Mitglied der Leopoldina (1969). 1965 erhielt er den Friedrich-Wöhler-Preis und 1983 die August-Kekulé-Medaille.